# Cinuria

Las regiones del Peloponeso en la Antigüedad. Se observa la ubicación de Cinuria entre Argólida) y Laconia.

Cinuria fue una región de la parte oriental del Peloponeso entre Argeia (parte de la Argólida) y Laconia, que tomó el nombre de la antigua tribu de los cinurios, supuestamente autóctonos y jonios, Con el tiempo la tribu de los cinurios fue confinada al territorio de Tirea, pero anteriormente se extendía más al sur.
Después de la conquista del Peloponeso por los dorios, los cinurios fueron conquistados por los argivos, pero cuando Esparta incrementó su poder quiso dominar la región y fue causa de luchas contra Argos, estando el distrito unas veces en manos de unos y otras en manos de otros. Fue de los espartanos en el siglo IX a. C., pero después la perdieron y Argos la conservó en general hasta el 547 a. C. cuando por una batalla entre 300 campeones de cada bando pasó a los espartanos. Después fue conquistada por los argivos hacia el 500 a. C. pero la victoria de Cleómenes I sobre Argos cerca de Tirinto, antes de la invasión persa, aseguró a los espartanos su posesión por mucho tiempo.
En el verano de 431 a. C. los eginetas expulsados de Egina por los atenienses pudieron establecerse con permiso de los espartanos en esta región que en aquel tiempo tenía dos ciudades: Tirea y Atene. Los refugiados permanecieron allí hasta el 423 a. C. cuando el territorio fue atacado por los atenienses que encontraron a los eginetas construyendo una fortaleza en la costa; los eginetas se escaparon y refugiaron en la ciudad de Tirea, a unos kilómetros de la costa, pero los atenienses los siguieron, ocuparon la ciudad y la destruyeron y sus habitantes fueron hechos esclavos.
Filipo II de Macedonia dio el distrito a Argos y lo amplió hasta Glimpas y Zárax. Permaneció en manos de los argivos, pero las disputas con Esparta no pararon.
En la región se han hallado ruinas de algunas ciudades, pero no se ha podido determinar cuál 
corresponde a la principal, Tirea.